# Evergreen-International-Airlines-Flug 17
Auf dem Evergreen-International-Airlines-Flug 17 verunglückte am 18. März 1989 eine Douglas DC-9-33RC (CF) der Evergreen International Airlines. Bei dem Unfall kamen die beiden Piloten der Maschine ums Leben.

## Flugzeug
Bei der betroffenen Maschine handelte es sich um eine Douglas DC-9-33RC (CF), die im Werk von McDonnell Douglas in Long Beach im Bundesstaat Kalifornien endmontiert wurde. Das Flugzeug trug die Werksnummer 47192, es handelte sich um die 287. Douglas DC-9 aus laufender Produktion. Das Roll-out der Maschine erfolgte am 7. März 1968. Die Maschine erhielt zunächst das Testkennzeichen N8963U. Die Auslieferung der DC-9 an den Erstkunden KLM erfolgte am 17. April 1968. Die Maschine wurde in diesem Zuge mit dem Luftfahrzeugkennzeichen PH-DNN zugelassen und erhielt den Taufnamen City of Vienna. Im Dezember 1985 wurde die Maschine an das Flugzeugleasingunternehmen PK Finans International verkauft, das die DC-9 umgehend an die KLM zurückverleaste. Am 3. März 1987 wurde die Maschine an die United Aviation Services ausgeliefert, die diese mit dem Luftfahrzeugkennzeichen N35UA zuließ. Am 16. April 1987 kaufte die Con-Av Corporation die Maschine, die fortan als Leasinggeber auftrat. Die Maschine wurde im Anschluss zur Frachtmaschine umgebaut und an die Evergreen International Airlines verleast, die diese am 22. Mai 1987 zuließ. Ab August 1987 war die Wilmington Trust Company der neue Leasinggeber. Am 14. Oktober 1987 wurde die Maschine auf das neue Kennzeichen N931F umgemeldet. Das zweistrahlige Mittelstrecken-Schmalrumpfflugzeug war mit zwei Triebwerken des Typs Pratt & Whitney JT8D-9A ausgestattet. Bis zum Zeitpunkt des Unfalls hatte die Maschine eine Gesamtbetriebsleistung von 41.931 Betriebsstunden absolviert, auf die 40.808 Starts und Landungen entfielen.

## Besatzung
An Bord der Maschine befand sich eine zweiköpfige Besatzung, bestehend aus einem Flugkapitän und einem Ersten Offizier. Der Flugkapitän Gerald J. McCall wurde am 4. September 1984 durch die Evergreen International Airlines eingestellt. Er verfügte über 7.238 Stunden Flugerfahrung, von denen er 1.938 Stunden im Cockpit der Douglas DC-9 absolviert hatte. Der Erste Offizier Thomas B. Johnston flog seit dem 25. Juli 1988 für die Evergreen International Airlines. Bis zum Zeitpunkt des Unfalls hatte er 10.863 Flugstunden absolviert, von denen er 1.213 Stunden im Cockpit der Douglas DC-9 abgeleistet hatte.

## Flugplan
Der Flug der Evergreen International Airlines wurde im Auftrag der United States Air Force durchgeführt. Es handelte sich um einen inländischen Linienfrachtflug. Der Flug fand unter der Flugnummer 4U17 und mit dem Funkrufzeichen Logair 931 statt.

## Unfallhergang
Die auf der Lackland Air Force Base gestartete Maschine erreichte die Carswell Air Force Base um 01:12 Uhr Ortszeit. Die Fracht wurde durch Angehörige der United States Air Force entladen, diese beluden die Maschine ebenfalls mit neuer Fracht für den Weiterflug. Die Triebwerke wurden um 02:04 Uhr gestartet. Die Besatzung erhielt Anweisungen zum Rollen zu Startbahn 17. Der Start erfolgte um 02:09 Uhr Ortszeit. Während die Maschine rotierte, oder unmittelbar danach, öffnete sich die Hauptladetür. Die Piloten erklärten Luftnotlage und ließen die Maschine auf 2500 Fuß steigen, ehe sie eine Rechtskurve einleiteten. Fünf Seemeilen nördlich des Flughafens flog der Kapitän mit der Maschine eine leichte Rechtskurve für den Queranflug. Die Maschine überflog die Anfluggrundlinie und der Kapitän erhöhte die Schräglage, um die Maschine zur Landebahn auszurichten. Während dieses Manövers riss der Luftzug die Frachttür auf, so dass sie bis in die Endstellung öffnete und sich damit oberhalb des Flugzeugrumpfes befand. Das plötzliche Öffnen der Tür veränderte das Gier- und Rollverhalten der Maschine.
Der Kapitän, der durch die Geschehnisse möglicherweise irritiert und teilweise desorientiert war, bemerkte offenbar nicht, wie sich der Roll- und Gierwinkel erhöhte, und korrigierte diese daher nicht, bis ein kritischer Rollwinkel und ein Höhenverlust auftraten. Der DC-9 schlug in Rückenlage, mit nach unten ausgerichteter Flugzeugnase und linkswärtigem Rollwinkel auf dem Boden auf und brach auseinander, beide Piloten kamen dabei ums Leben.

## Ursache
Die Unfalluntersuchung wurde durch das National Transportation Safety Board (NTSB) durchgeführt. Der Abschlussbericht wurde am 18. Oktober 1990 veröffentlicht. Es stellte sich heraus, dass der Erste Offizier beim Schließen der Hauptladetür den T-Griff des Türsteuerventils nicht lange genug in der geschlossenen Position hielt, damit die Verriegelungshaken einrasten konnten. Externe Anzeigen zur Türverriegelung waren falsch angebracht, so dass der Erste Offizier dachte, die Tür sei richtig verriegelt, wenn der Griff mehr zum Schriftzug Verriegelt als zum Schriftzug Entriegelt zeigte. Es stellte sich zudem heraus, dass einer der beiden Warnlichtschalter für offene Türen nicht richtig funktionierte. Aufgrund der Verkabelung in diesem Bereich machte diese Fehlfunktion das gesamte Türwarnsystem unwirksam.
Die exakte Ursache für den Kontrollverlust konnte nicht bestimmt werden. Als beitragende Faktoren für den Unfall wurden  inadäquate Prozeduren durch Evergreen International Airlines und die Federal Aviation Administration (FAA) zur Überprüfung der äußeren Schließzylinder der Frachttür festgestellt, ebenso wie fehlende Anweisungen von McDonnell Douglas für ein Verhalten der Besatzung im Falle eines Öffnens der Frachttür im Flug. Als weiterer Faktor wurde das Versäumnis der FAA festgestellt, Modifizierungen für die Warneinrichtung über unbeabsichtigte Öffnungen der Frachttür bei Frachtmaschinen des Typs Douglas DC-9 festgestellt, zumal solche Vorfälle aus der Vergangenheit bereits bekannt waren.